# 阿尔巴尼亚驱逐苏联人

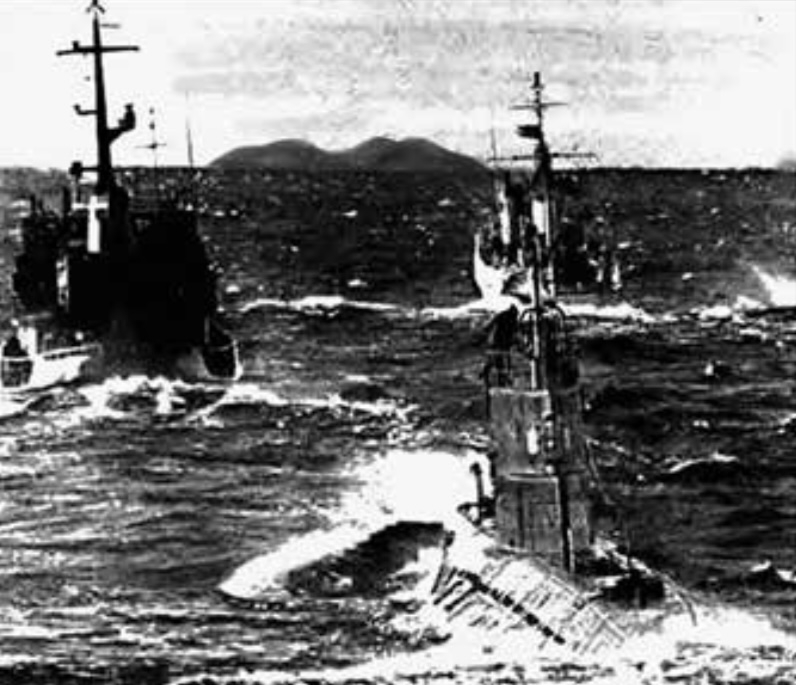
蘇聯海軍從帕夏利曼基地基地撤出

阿尔巴尼亚驱逐苏联人是一场由阿尔巴尼亚领导人恩維爾·霍查发动的反苏行动。此事是阿尔巴尼亚在冷战期间发生的重大历史事件。在这一历史阶段，苏联和阿尔巴尼亚两国关系紧张。驱逐行动始于1961年，持续至1964年。

## 背景
二战结束后，阿尔巴尼亚成為社會主義國家，並且与斯大林統治下的苏联成為盟友。1940和1950年代，苏联和阿尔巴尼亚关系紧密，前者为后者提供了经济、军事以及政治支持。
但在接下来的幾年里，两国间的意识形态分歧愈发明显。阿尔巴尼亚领导人霍查创立了霍查主义，霍查主义是一种受斯大林主义原理影响极大的共产主义意识形态，但同时亦强调阿尔巴尼亚需拥有一定程度的自主权。
1950年代末，赫鲁晓夫领导下的苏联发生政治道路转向，开始批判斯大林的个人崇拜。苏方的新政策遭霍查以及阿尔巴尼亚政府强烈反对，並被视作修正主义政策，背离马列主义原理。

## 驱逐
1960年代，苏联和阿尔巴尼亚间的紧张态势加剧。霍查和他的党将苏联的新政策视作对他们的革命以及阿尔巴尼亚主权的威胁，而赫鲁晓夫等苏联领导人也公开批判阿尔巴尼亚政府及其领导人。
1961年7月末，阿尔巴尼亚军队袭击位于本国境内的苏联海军部队及设施，苏联人被驱逐出了发罗拉，这也就是发罗拉事件。很多苏联水兵在袭击中身亡，其余则被驱逐出了阿尔巴尼亚。在赫鲁晓夫政府与阿尔巴尼亚切断外交关系后，阿政府占领了国家境内的所有苏方建筑和军事基地，苏联大使也被逮捕，至1964年，所有苏联人都已被驱逐出了阿尔巴尼亚。